# Karl Lueger
Karl Lueger (Wieden (ma Bécs), 1844. október 24. – Bécs, 1910. március 10.) osztrák politikus, Bécs főpolgármestere 1897 és 1910 között.

## Életpályája
A Bécsi Politechnikum portásának fia volt. Szülőháza ma a Technikai Egyetem nyugati részénél található, a Karlsplatz mellett. Kezdetben egy belvárosi gimnáziumban tanult, 1870-ben megszerezte a jogi doktori címet, majd 1874-ben ügyvédi irodát nyitott. Itt ismerkedett meg és kötött barátságot a magyar származású, akkoriban befolyásos Ignaz Mandl ügyvéddel, akivel később hosszas ideig álltak szoros munkakapcsolatban. 
1875-ben Mandl pártfogása mellett Luegert a Landstraße kerületben a községi tanácsba választották. 1876-ban pedig három évre került a városi tanácsba, de nemsokára Felder polgármester viszályba keveredvén a demokrata párttal, a községtanácsot feloszlatták és az új választásban Lueger és demokrata párthívei elbuktak. 1878-ban azonban a Landstrassen újra megválasztották, mégpedig liberális program alapján és ettől kezdve a községtanács tagja volt. Eleinte az ún. Egyesült Baloldalnak volt tagja, majd feje, és ebben az állásban a községi közigazgatásba belopódzott visszaélések kinyomozásában lelte kedvét, aminek az lett a következménye, hogy Felder állásáról lemondott. Utóda, Newald polgármester, nemsokára szintén beleunt tövises állásába (1882) és erre az Egyesült Baloldal is felbomlott. Lueger ekkor a demokrata párthoz csatlakozott és az alpolgármesteri állásért folyamodott, de Prix-szel szemben kisebbségben maradt. 1885-ben azonban Lueger kibuktatta Margarethen városrészben Steudelt és ugyanez a kerület 1890-ben a birodalmi tanácsba is beválasztotta a népszerű demagógot. Ekkor mint az Egyesült Keresztények antiszemita programjának hódolt, melynek jeligéi a sokféle okból elégületlen és anyagi válsággal küszködő kisiparosok soraiban, részben a Taaffe-kabinet hibájából, mind jobban és jobban tért foglaltak. 
1893-ban a városi tanácsba is beválasztották, melynek többsége azután 1895. május 14-én Bécs első alpolgármesterévé választotta. Midőn pedig a szabadelvű Grübl polgármester e választás miatt állásáról lemondott, a kormány a községi tanácsot (több meddő eredménytelen választás után) május 30-án feloszlatta és Friebeis tisztviselőt bizta meg az adminisztráció ideiglenes vezetésével. Az 1895. szeptember 15-iki községi választásokban az antiszemiták győztek, akik azután október 29-én Luegert emelték a polgármester székébe (93 szavazattal 44 ellenében). A Badeni-kormány indítványára azonban a császár Lueger megválasztatását nem erősítette meg, ami arra szolgáltatott okot, hogy az antiszemiták november 8-án a birodalmi tanácsban kíméletlen támadást intéztek a kormány és a kormányt támogató német szabadelvűek, sőt még – állítólagos befolyásolása miatt – a magyar kormány ellen is. Maga Lueger pedig a szerinte elzsidósodott Magyarország ellen kelt ki. A többség azonban 118 szavazattal 84 ellenében elvetette az antiszemiták indítványát és Badeni miniszterelnök indokait elegendőknek találta. Erre roppant választási mozgalom után a községtanács november 13-án újra a polgármesterválasztáshoz fogott és ez ízben is Lueger nyerte el a polgármesteri állást kétharmad többséggel (92:45) Lueger hajlandónak is nyilatkozott az állás elfogadására, de Friebeis a kormány megbízásából a községi tanácsot feloszlatta. 
Lueger 1881-től a Ferenc József-rend lovagkeresztjét bírta. 1897-től haláláig, 1910-ig Bécs főpolgármestere volt. Tőle származik a következő mondás: „Hogy ki a zsidó, én mondom meg”.